# Moral de Sayago
Moral de Sayago és un municipi de la província de Zamora a la comunitat autònoma de Castella i Lleó. El 2023 tenia 265 habitants.